# Liste der Fahnenträger der nicaraguanischen Mannschaften bei Olympischen Spielen
Die Liste der Fahnenträger der nicaraguanischen Mannschaften bei Olympischen Spielen listet chronologisch alle Fahnenträger nicaraguanischer Mannschaften bei den Eröffnungsfeiern Olympischer Spiele auf.

## Liste der Fahnenträger
| Mannschaft             | Veranstaltung | Fahnenträger (EF)             | Fahnenträger (AF) |
| ---------------------- | ------------- | ----------------------------- | ----------------- |
| 1968 in Mexiko-Stadt   | Sommerspiele  | Donald Vélez                  |                   |
| 1972 in München        | Sommerspiele  | Donald Vélez                  |                   |
| 1976 in Montreal       | Sommerspiele  | Frank Richardson              |                   |
| 1980 in Moskau         | Sommerspiele  | Xiomara Larios                |                   |
| 1984 in Los Angeles    | Sommerspiele  | Gustavo Herrera (Offizieller) |                   |
| 1992 in Barcelona      | Sommerspiele  | Magdiel Gutiérrez             |                   |
| 1996 in Atlanta        | Sommerspiele  | Walter Martínez               |                   |
| 2000 in Sydney         | Sommerspiele  | Walter Martínez               |                   |
| 2004 in Athen          | Sommerspiele  | Svitlana Kashchenko           | Volunteer         |
| 2008 in Peking         | Sommerspiele  | Alexis Argüello (Offizieller) | Volunteer         |
| 2012 in London         | Sommerspiele  | Osmar Bravo                   | Osmar Bravo       |
| 2016 in Rio de Janeiro | Sommerspiele  | Rafael Lacayo                 | Erick Rodríguez   |
| 2020 in Tokio          | Sommerspiele  | Sema Ludrick                  | Volunteer         |
| 2020 in Tokio          | Sommerspiele  | Edwin Barberena               | Volunteer         |
| 2024 in Paris          | Sommerspiele  | Izayana Marenco               | María Carmona     |
| 2024 in Paris          | Sommerspiele  | Gerald Hernández              | María Carmona     |

Anmerkung: (EF) = Eröffnungsfeier, (AF) = Abschlussfeier

## Statistik
| Rang    | Sportart       | EF | AF | ∑  |
| ------- | -------------- | -- | -- | -- |
| 1       | Leichtathletik | 3  | 2  | 5  |
| 1       | Schießen       | 5  | 0  | 5  |
| 3       | Volunteer      | 0  | 3  | 3  |
| 4       | Boxen          | 1  | 1  | 2  |
| 4       | Schwimmen      | 2  | 0  | 2  |
| 4       | Offizieller    | 2  | 0  | 2  |
| 7       | Gewichtheben   | 1  | 0  | 1  |
| 7       | Judo           | 1  | 0  | 1  |
| 7       | Ringen         | 1  | 0  | 1  |
| Gesamt: | Gesamt:        | 16 | 6  | 22 |

| Rang                   | Sportart | EF | AF | ∑  |
| ---------------------- | -------- | -- | -- | -- |
| bisher keine Teilnahme |          |    |    |    |
| Gesamt:                | Gesamt:  | 14 | 5  | 19 |

| Rang    | Sportart       | EF | AF | ∑  |
| ------- | -------------- | -- | -- | -- |
| 1       | Leichtathletik | 3  | 2  | 5  |
| 1       | Schießen       | 5  | 0  | 5  |
| 3       | Volunteer      | 0  | 3  | 3  |
| 4       | Boxen          | 1  | 1  | 2  |
| 4       | Schwimmen      | 2  | 0  | 2  |
| 4       | Offizieller    | 2  | 0  | 2  |
| 7       | Gewichtheben   | 1  | 0  | 1  |
| 7       | Judo           | 1  | 0  | 1  |
| 7       | Ringen         | 1  | 0  | 1  |
| Gesamt: | Gesamt:        | 16 | 6  | 22 |